# 용존산소량
용존산소량(영어: dissolved oxygen; DO)은 물 속에 녹아있는 산소의 양을 말한다. 수질의 지표로 사용된다. 적조현상과 같이 플랑크톤 등의 생물이 이상 증식하는 경우, 용존산소량이 매우 적어진다.

## 측정 방법

### 윙클러-아지드화나트륨 변법
황산망간과 알칼리성 요오드칼륨 용액을 넣을 때 생기는 수산화제일망간이 시료 중의 용존산소에 의하여 산화되어 수산화제일망간으로 되고, 황산 산성에서 용존산소량에 대응하는 요오드를 유리한다. 유리한 요오드를 티오황산나트륨으로 적정하여 용존산소의 양을 정량하는 방법이다. 이 방법은 아질산염 5mg/L 이하, 제일철염 1.0mg/L 이하에서 방해를 받지 않으며, 하천수, 하수 및 공장폐수에 적용한다. 정량범위는 0.1mg/L 이상이다. 물속에 존재하는 O2를 같은 당량의 I2로 바꾸어 I2를 Na2S2O3과의 적정을 통해 알아내어 용존 산소를 측정하는 방법이다.

#### 실험방법
시료를 가득 채운 300mL 용존산소측정병 (또는 BOD병)에 황산망간용액 1mL와 알칼리성 요오드화 칼륨-아지드화나트륨 용액 1mL를 넣고 기포가 남지 않게 조심하여 마개를 닫고 수회 병을 회전하면서 섞는다. 시료가 해수이거나 알칼리성에서 산화되기 쉬운 유기물을 함유하는 폐수의 경우에는 2분간 병을 회전하여 섞는다. 2분간 이상 정지시키고 위의 맑은 액에 미세한 침전이 남아 있으면 다시 회전시켜 혼화한 다음 정치하여 침전시킨다. 100mL 이상의 맑은 층이 생기면 마개를 열고 황산 2.0mL를 병목으로부터 넣는다. 마개를 다시 닫고 갈색의 침전물이 완전히 용해될 때까지 병을 회전시킨다. 용존산소측정병의 용액 200mL를 정확히 취하여 황색이 될 때까지 0.025M의 싸이오황산나트륨용액으로 적정한 다음, 전분용액 1mL를 넣고 청색이 무색이 될 때까지 적정한다.
{\displaystyle DO=a\times f\times {\frac {v_{1}}{v_{2}}}\times {\frac {1000}{v_{1}-R}}\times 0.2}
- {\displaystyle DO} : 용존산소량 (mgO/L)
- {\displaystyle a} : 적정에 소비된 0.025N - 티오황산나트륨액 (mL)
- {\displaystyle f} : 0.025N-티오황산나트륨액의 역가 (factor)
- {\displaystyle v_{1}} : 전체의 시료량 (mL)
- {\displaystyle v_{2}} : 적정에 사용한 시료량 (mL)
- {\displaystyle R}  : 전체의 시료량에 넣은 용액량 (mL)

#### 화학적 원리일까?
{\displaystyle O_{2}}의 고정
{\displaystyle Mn^{2+}+2OH^{-}\to Mn(OH)_{2}}
{\displaystyle Mn(OH)_{2}+{\frac {1}{2}}O_{2}\to MnO_{2}+H_{2}O}
{\displaystyle I_{2}}의 생성
{\displaystyle MnO(OH)_{2}+2I^{-}+H_{2}O\to Mn^{2+}+4OH^{-}+I_{2}}
싸이오황산이온이 포함된 표준용액을 이용하여 유리된 I2를 적정(일종의 간접요오드법)
{\displaystyle I_{2}+2S_{2}O_{3}^{2-}\to 2I^{-}+S_{4}O_{6}^{2-}}
소비된 적정액을 이용하여 DO를 계산
위 화학반응에서 당량을 계산하면 {\displaystyle O_{2}=2MnO(OH)_{2}=2I_{2}=4S_{2}O_{3}^{2-}}이므로, 용존산소량 측정을 위해 사용된 시료를 200mL로 하고, 싸이오황산나트륨의 용액을 0.025M로 만들면 소비된 싸이오황산나트륨용액의 소비량(단위는 mL)의 숫자는 용존산소량(단위는 ppm 또는 mg/L)과 같아진다.

### 격막 전극법
산소 투과성의 플라스틱으로 피복된 음극과 양극의 사이를 전해질로 채운다. 그 양극을 시료액에 넣으면 시료 속의 산소 분자가 피막과 전해질로 확산되고 음극 표면에 도달하여 환원된다. 이때 흐르는 전류는 산소 분자의 확산에 비례하므로 용존 산소량을 구할 수 있다. 격막 전극에는 주로 정전위 전해법과 갈바니 전지법이 있다. 정전위 전해법은 외부 전원을 이용해 음극의 전압을 일정하게 하는데 반해, 갈바니 전지법은 비금속 전극을 음극과 조합하여 일정한 전압을 얻는다.

### 간이 시험법(색깔비교법)
시료와 시약을 혼합하여 나타나는 색깔이 얼마나 진한가를 분석하는 방법이다. 간이로 하는 방법이며 유효 숫자는 1자리수이다. 시중에 용존 산소 측정 키트가 판매되고 있다.

## 포화 용존 산소량
포화 용존 산소량(간단히 포화 산소량)은 물 속에 녹을 수 있는 최대 산소량을 말한다.
포화 용존 산소량은 기압, 수온, 용존염류 농도 등에 따라 변화한다.
아래 표는 1기압 아래의 증류수에서 온도에 따른 포화 용존 산소량을 나타낸 것이다.
|    | 0.0   | 0.1   | 0.2   | 0.3   | 0.4   | 0.5   | 0.6   | 0.7   | 0.8   | 0.9   |
| -- | ----- | ----- | ----- | ----- | ----- | ----- | ----- | ----- | ----- | ----- |
| 0  | 14.15 | 14.12 | 14.08 | 14.04 | 14.00 | 13.97 | 13.93 | 13.89 | 13.85 | 13.81 |
| 1  | 13.77 | 13.74 | 13.70 | 13.66 | 13.63 | 13.59 | 13.55 | 13.51 | 13.48 | 13.44 |
| 2  | 13.40 | 13.37 | 13.33 | 13.30 | 13.26 | 13.22 | 13.19 | 13.15 | 13.12 | 13.08 |
| 3  | 13.04 | 13.01 | 12.98 | 12.94 | 12.91 | 12.87 | 12.84 | 12.81 | 12.77 | 12.74 |
| 4  | 12.70 | 12.67 | 12.64 | 12.60 | 12.57 | 12.54 | 12.51 | 12.47 | 12.44 | 12.41 |
| 5  | 12.37 | 12.34 | 12.31 | 12.28 | 12.25 | 12.22 | 12.18 | 12.15 | 12.12 | 12.09 |
| 6  | 12.06 | 12.03 | 12.00 | 11.97 | 11.94 | 11.91 | 11.88 | 11.85 | 11.82 | 11.79 |
| 7  | 11.75 | 11.73 | 11.70 | 11.67 | 11.64 | 11.61 | 11.58 | 11.55 | 11.52 | 11.50 |
| 8  | 11.47 | 11.44 | 11.41 | 11.38 | 11.36 | 11.33 | 11.30 | 11.27 | 11.25 | 11.22 |
| 9  | 11.19 | 11.16 | 11.14 | 11.11 | 11.08 | 11.06 | 11.03 | 11.00 | 10.98 | 10.95 |
| 10 | 10.92 | 10.90 | 10.87 | 10.85 | 10.82 | 10.80 | 10.77 | 10.75 | 10.72 | 10.70 |
| 11 | 10.67 | 10.65 | 10.62 | 10.60 | 10.57 | 10.55 | 10.53 | 10.50 | 10.48 | 10.45 |
| 12 | 10.43 | 10.40 | 10.38 | 10.36 | 10.34 | 10.31 | 10.29 | 10.27 | 10.24 | 10.22 |
| 13 | 10.20 | 10.17 | 10.15 | 10.13 | 10.11 | 10.09 | 10.06 | 10.04 | 10.02 | 10.00 |
| 14 | 9.97  | 9.95  | 9.93  | 9.91  | 9.89  | 9.87  | 9.85  | 9.83  | 9.81  | 9.78  |
| 15 | 9.76  | 9.74  | 9.72  | 9.70  | 9.68  | 9.66  | 9.64  | 9.62  | 9.60  | 9.58  |
| 16 | 9.56  | 9.54  | 9.52  | 9.50  | 9.48  | 9.46  | 9.45  | 9.43  | 9.41  | 9.39  |
| 17 | 9.37  | 9.35  | 9.33  | 9.31  | 9.30  | 9.28  | 9.26  | 9.24  | 9.22  | 9.20  |
| 18 | 9.18  | 9.17  | 9.15  | 9.13  | 9.12  | 9.10  | 9.08  | 9.06  | 9.04  | 9.03  |
| 19 | 9.01  | 8.99  | 8.98  | 8.96  | 8.94  | 8.93  | 8.91  | 8.89  | 8.88  | 8.86  |
| 20 | 8.84  | 8.83  | 8.81  | 8.79  | 8.78  | 8.76  | 8.75  | 8.73  | 8.71  | 8.70  |
| 21 | 8.68  | 8.67  | 8.65  | 8.64  | 8.62  | 8.61  | 8.59  | 8.58  | 8.56  | 8.55  |
| 22 | 8.53  | 8.52  | 8.50  | 8.49  | 8.47  | 8.46  | 8.44  | 8.43  | 8.41  | 8.40  |
| 23 | 8.39  | 8.37  | 8.36  | 8.34  | 8.33  | 8.32  | 8.30  | 8.29  | 8.27  | 8.26  |
| 24 | 8.25  | 8.23  | 8.22  | 8.21  | 8.19  | 8.18  | 8.17  | 8.15  | 8.14  | 8.13  |
| 25 | 8.11  | 8.10  | 8.09  | 8.07  | 8.06  | 8.05  | 8.04  | 8.02  | 8.01  | 8.00  |
| 26 | 7.99  | 7.97  | 7.96  | 7.95  | 7.94  | 7.92  | 7.91  | 7.90  | 7.89  | 7.88  |
| 27 | 7.87  | 7.85  | 7.84  | 7.83  | 7.82  | 7.81  | 7.79  | 7.78  | 7.77  | 7.76  |
| 28 | 7.75  | 7.74  | 7.72  | 7.71  | 7.70  | 7.69  | 7.68  | 7.67  | 7.66  | 7.65  |
| 29 | 7.64  | 7.62  | 7.61  | 7.60  | 7.59  | 7.58  | 7.57  | 7.56  | 7.55  | 7.54  |
| 30 | 7.53  | 7.52  | 7.51  | 7.50  | 7.48  | 7.47  | 7.46  | 7.45  | 7.44  | 7.43  |

## 영향 요인
(1)수온이 낮으면 용존산소량이 증가한다.
(2)기압이 높을수록 용존산소량이 증가한다.
(3)난류가 클수록 용존산소량이 증가한다.
(4)유속이 빠를수록 용존산소량이 증가한다.
(5)하천의 경사가 급할수록 용존산소량이 증가한다.
(6)염분이 낮을수록 용존산소량이 증가한다.

## 같이 보기
- 포화산소량